# Saint-Bauzile (Ardèche)
Pour les articles homonymes, voir Saint-Bauzile.
Saint-Bauzile [sɛ̃ bozil] est une commune française, située dans le département de l'Ardèche en région Auvergne-Rhône-Alpes.
Les habitants sont appelés les Saint-Bauzilois et les Saint-Bauziloises.

## Géographie

### Situation et description
La commune est située sur les contreforts du plateau du Coiron sur un col formé avec la montagne d'Andance.
La vallée du Rhône se trouve à 10 km du village, et les villes de Privas et de Montélimar sont à 15 km.

### Communes limitrophes
Saint-Bauzile est limitrophe de six communes, toutes situées dans le département de l'Ardèche et réparties géographiquement de la manière suivante :

### Géologie et relief
Des feuilles de châtaignier fossilisées  datant de l'ère tertiaire ont été retrouvées dans des carrières de diatomite de Saint-Bauzile. Les strates où elles ont été retrouvées ont été datées de 8,5 millions d'années.

### Climat
Pour des articles plus généraux, voir Climat d'Auvergne-Rhône-Alpes et Climat de l'Ardèche.
En 2010, le climat de la commune est de type climat méditerranéen altéré, selon une étude du CNRS s'appuyant sur une série de données couvrant la période 1971-2000. En 2020, Météo-France publie une typologie des climats de la France métropolitaine dans laquelle la commune est exposée à un climat méditerranéen et est dans la région climatique Provence, Languedoc-Roussillon, caractérisée par une pluviométrie faible en été, un très bon ensoleillement (2 600 h/an), un été chaud (21,5 °C), un air très sec en été, sec en toutes saisons, des vents forts (fréquence de 40 à 50 % de vents > 5 m/s) et peu de brouillards.
Pour la période 1971-2000, la température annuelle moyenne est de 12,2 °C, avec une amplitude thermique annuelle de 17,6 °C. Le cumul annuel moyen de précipitations est de 916 mm, avec 6,9 jours de précipitations en janvier et 4,2 jours en juillet. Pour la période 1991-2020, la température moyenne annuelle observée sur la station météorologique de Météo-France la plus proche, « Chomérac Sa_rce », sur la commune de Chomérac à 4 km à vol d'oiseau, est de 13,2 °C et le cumul annuel moyen de précipitations est de 1 104,9 mm,. Pour l'avenir, les paramètres climatiques de la commune estimés pour 2050 selon différents scénarios d'émission de gaz à effet de serre sont consultables sur un site dédié publié par Météo-France en novembre 2022.

### Hydrographie
Le Rieutord, cours d'eau d'une longueur de 10,2 km, un affluent du Lavézon, prend sa source sur le territoire de la commune de Saint-Bauzile

## Urbanisme

### Typologie
Au 1er janvier 2024, Saint-Bauzile est catégorisée commune rurale à habitat dispersé, selon la nouvelle grille communale de densité à 7 niveaux définie par l'Insee en 2022.
Elle est située hors unité urbaine. Par ailleurs la commune fait partie de l'aire d'attraction de Privas, dont elle est une commune de la couronne,. Cette aire, qui regroupe 24 communes, est catégorisée dans les aires de moins de 50 000 habitants,.

### Occupation des sols
L'occupation des sols de la commune, telle qu'elle ressort de la base de données européenne d’occupation biophysique des sols Corine Land Cover (CLC), est marquée par l'importance des forêts et milieux semi-naturels (56,2 % en 2018), en diminution par rapport à 1990 (62,2 %). La répartition détaillée en 2018 est la suivante : 
forêts (26,8 %), milieux à végétation arbustive et/ou herbacée (24,9 %), prairies (18,3 %), zones agricoles hétérogènes (14,8 %), mines, décharges et chantiers (8,6 %), espaces ouverts, sans ou avec peu de végétation (4,5 %), terres arables (2,1 %).
L'évolution de l’occupation des sols de la commune et de ses infrastructures peut être observée sur les différentes représentations cartographiques du territoire : la carte de Cassini (XVIIIe siècle), la carte d'état-major (1820-1866) et les cartes ou photos aériennes de l'IGN pour la période actuelle (1950 à aujourd'hui).

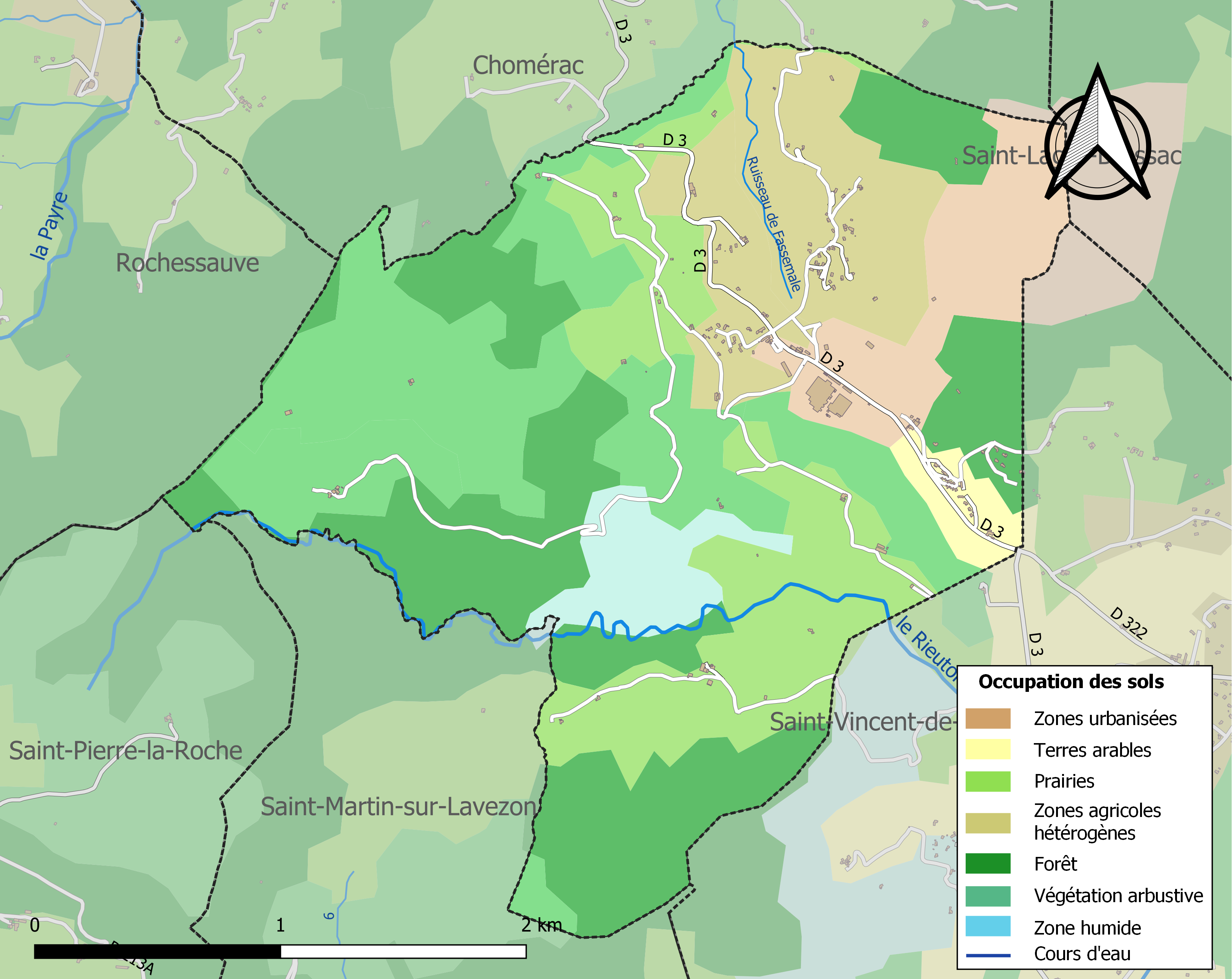
Carte des infrastructures et de l'occupation des sols de la commune en 2018 (CLC).

## Toponymie
La commune porte le nom de Baudile de Nîmes, originaire d'Orléans, mort martyr à Nîmes au IIIe siècle.
Outre le Saint-Bauzile de la Lozère, trois communes de l'Hérault s'appellent Saint-Bauzille, et il y a deux Saint-Baudile dans l'Isère.

## Politique et administration

### Liste des maires
| Période                                  | Période                        | Identité               | Étiquette | Qualité                                                                      |
| ---------------------------------------- | ------------------------------ | ---------------------- | --------- | ---------------------------------------------------------------------------- |
| Les données manquantes sont à compléter. |                                |                        |           |                                                                              |
| avant 1981                               | ?                              | Henri Coste            |           | agriculteur, employé                                                         |
| mars 1983                                | mai 2020                       | Annie Pollard-Boulogne | PS        | Bibliothécaire Présidente du syndicat des eaux Ouvèze Payre et du S.I.T.S.L. |
| mai 2020                                 | En cours (au 1er octobre 2020) | Michel Heyraud         |           | Retraité                                                                     |

## Population et société

### Démographie
L'évolution du nombre d'habitants est connue à travers les recensements de la population effectués dans la commune depuis 1793. Pour les communes de moins de 10 000 habitants, une enquête de recensement portant sur toute la population est réalisée tous les cinq ans, les populations de référence des années intermédiaires étant quant à elles estimées par interpolation ou extrapolation. Pour la commune, le premier recensement exhaustif entrant dans le cadre du nouveau dispositif a été réalisé en 2007.

En 2022, la commune comptait 316 habitants, en évolution de +3,61 % par rapport à 2016 (Ardèche : +2,48 %, France hors Mayotte : +2,11 %).
| 1793 | 1800 | 1806 | 1821 | 1856 | 1861 | 1866 | 1872 | 1876 |
| ---- | ---- | ---- | ---- | ---- | ---- | ---- | ---- | ---- |
| 154  | 144  | 149  | 135  | 210  | 237  | 237  | 237  | 244  |

| 1881 | 1886 | 1891 | 1896 | 1901 | 1906 | 1911 | 1921 | 1926 |
| ---- | ---- | ---- | ---- | ---- | ---- | ---- | ---- | ---- |
| 245  | 240  | 251  | 222  | 216  | 223  | 209  | 144  | 144  |

| 1931 | 1936 | 1946 | 1954 | 1962 | 1968 | 1975 | 1982 | 1990 |
| ---- | ---- | ---- | ---- | ---- | ---- | ---- | ---- | ---- |
| 136  | 137  | 119  | 98   | 98   | 135  | 105  | 124  | 153  |

| 1999 | 2006 | 2007 | 2012 | 2017 | 2022 | - | - | - |
| ---- | ---- | ---- | ---- | ---- | ---- | - | - | - |
| 183  | 253  | 263  | 283  | 308  | 316  | - | - | - |

### Enseignement
La commune est rattachée à l'académie de Grenoble.

### Médias
La commune est située dans la zone de distribution de deux organes de la presse écrite :
- L'Hebdo de l'Ardèche

Il s'agit d'un journal hebdomadaire français basé à Valence et couvrant l'actualité de tout le département de l'Ardèche.
- Le Dauphiné libéré

Il s'agit d'un journal quotidien de la presse écrite française régionale distribué dans la plupart des départements de l'ancienne région Rhône-Alpes, notamment l'Ardèche. La commune est située dans la zone d'édition de Privas.

### Cultes
La communauté catholique et l'église paroissiale (propriété de la commune) sont rattachées à la paroisse Sainte Mère Térésa dont la maison paroissiale est à Privas. Cette paroisse dépend du diocèse de Viviers.

## Économie
Avec un important gisement de diatomite, la montagne d'Andance à Saint-Bauzile est l'un des deux gisements français de cette roche utilisée dans l'industrie. Le site comprend une couche de diatomite pure épaisse de 30 à 80 mètres (60 mètres en moyenne) constituée par les squelettes compactés de ces micro-algues qui se sont déposés sur le fond d'un lac durant le Miocène supérieur avant d'être recouverts par des coulées volcaniques de basalte il y 6,4 millions d'années. L'érosion qui a suivi a isolé les couches géologiques formées par les sédiments du lac et sa couche basaltique du reste du plateau du Coiron formant la montagne d'Andance. La carrière qui est exploitée à ciel ouvert, a été cédée en 2016 par la CECA (Arkema) à Chemviron France, filiale française de Calgon Carbon,,.

## Culture locale et patrimoine

### Lieux et monuments
- Église Saint-Bauzile de Saint-Bauzile

### Personnalités liées à la commune
- Kathleen Kennedy Cavendish (1920-1948), sœur cadette de John F. Kennedy, y trouve la mort dans un accident d'avion le 13 mai 1948, ainsi que son amant, Peter Wentworth-Fitzwilliam[26].

### Héraldique
|  | Saint-Bauzile (Ardèche) possède des armoiries dont l'origine et le blasonnement exact ne sont pas disponibles. |